# Liste der Biografien/Qy
Liste der Biografien |
Portal Biografien |
Personensuche
# |
A |
B |
C |
D |
E |
F |
G |
H |
I |
J |
K |
L |
M |
N |
O |
P |
Q |
R |
S |
T |
U |
V |
W |
X |
Y |
Z |
?
 
Qa |
Qe |
Qi |
Qo |
Qr |
Qu |
Qv |
Qw |
Qy
Die Liste der Biografien führt alle Personen auf, die in der deutschsprachigen Wikipedia einen Artikel haben. Dieses ist eine Teilliste mit 4 Einträgen von Personen, deren Namen mit den Buchstaben „Qy“ beginnt.

## Qy

### Qyd
- Qydyrbajew, Schassulan (* 1992), kasachischer Gewichtheber

### Qyr
- Qyrghysbajew, Ghusman (* 1992), kasachischer Judoka

### Qys
- Qysaibai, Nasym (* 1993), kasachische Boxerin
- Qystaubajew, Däuren (* 1990), kasachischer E-Sportler